# Martin Munyanyi
Martin Munyanyi (ur. 3 stycznia 1956 w Bikita, zm. 15 maja 2022 w Shurugwi) – zimbabwejski duchowny rzymskokatolicki, w latach 2006-2012 biskup Gweru.

## Życiorys
Święcenia kapłańskie przyjął 3 września 1983 i został inkardynowany do diecezji Gweru. Pracował w seminariach w Chishawasha, Chimanimani i Bulawayo. W latach 2003–2005 odbywał studia doktoranckie z filozofii na Papieskim Uniwersytecie Urbaniana.
11 maja 2006 został prekonizowany biskupem Gweru. Sakrę biskupią otrzymał 26 sierpnia 2006. 28 kwietnia 2012 zrezygnował z urzędu.